# Nuoto agli VIII Giochi asiatici
Il nuoto ai Giochi asiatici 1978 ha visto lo svolgimento di 29 gare, 15 maschili e 14 femminili.

## Medagliere
| Posizione | Paese         | Oro | Argento | Bronzo | Totale |
| --------- | ------------- | --- | ------- | ------ | ------ |
| 1         | Giappone      | 25  | 17      | 5      | 47     |
| 2         | Singapore     | 2   | 1       | 0      | 3      |
| 3         | Thailandia    | 1   | 0       | 3      | 4      |
| 3         | Filippine     | 1   | 0       | 3      | 4      |
| 5         | Cina          | 0   | 8       | 6      | 14     |
| 6         | Indonesia     | 0   | 3       | 9      | 12     |
| 7         | Corea del Sud | 0   | 0       | 3      | 3      |

## Podi
WR: Record del mondo
AR: Record asiatico
CR: Record dei campionati

### Uomini
| Evento               | Oro                 | Perform. | Argento             | Perform. | Bronzo            | Perform. |
| Stile libero         |                     |          |                     |          |                   |          |
| 100 m                | Tsuyoshi Yanagidate |          | Kuo Juishan         |          | Gerardo Rosario   |          |
| 200 m                | Gerardo Rosario     |          | Kristiono Sumono    |          | Hiroshi Sakamoto  |          |
| 400 m                | Shuji Tsukasaki     |          | Kazuhiko Yoshihara  |          | Kristiono Sumono  |          |
| 1500 m               | Shuji Tsukasaki     |          | Takehiko Kawakami   |          | Mark Joseph       |          |
| Dorso                |                     |          |                     |          |                   |          |
| 100 m                | Kenji Ikada         |          | Hidetoshi Takahashi |          | Tang Chun         |          |
| 200 m                | Hidetoshi Takahashi |          | Tang Chun           |          | Kenji Ikada       |          |
| Rana                 |                     |          |                     |          |                   |          |
| 100 m                | Shigehiro Takahashi |          | Hiroshi Kabatani    |          | Wang Lin          |          |
| 200 m                | Shigehiro Takahashi |          | Hiroshi Kabatami    |          | Wang Lin          |          |
| Farfalla             |                     |          |                     |          |                   |          |
| 100 m                | Shinsuke Kayama     |          | Lo Chaoying         |          | Gerald Item       |          |
| 200 m                | Shinsuke Kayama     |          | Gerald Item         |          | Oh-Yun Cho        |          |
| Misti                |                     |          |                     |          |                   |          |
| 200 m                | Tsuyoshi Yanagidate |          | Kozo Tatsumi        |          | Gerald Item       |          |
| 400 m                | Kozo Tatsumi        |          | Tsuyoshi Yanagidate |          | Gerald Item       |          |
| Staffette            |                     |          |                     |          |                   |          |
| 4x100 m stile libero | Giappone --- ---    |          | Cina --- ---        |          | Indonesia --- --- |          |
| 4x200 m stile libero | Giappone --- ---    |          | Indonesia --- ---   |          | Filippine --- --- |          |
| 4x100 m misti        | Giappone --- ---    |          | Cina --- ---        |          | Indonesia --- --- |          |

### Donne
| Evento               | Oro                | Perform. | Argento           | Perform. | Bronzo             | Perform. |
| Stile libero         |                    |          |                   |          |                    |          |
| 100 m                | Sachiko Yamazaki   |          | Shiho Sakanishi   |          | Rachaniwan Bulakul |          |
| 200 m                | Rachaniwan Bulakul |          | Sng Junie Pohleng |          | Sachiko Yamazaki   |          |
| 400 m                | Sng Junie Pohleng  |          | Kana Kamo         |          | Rachaniwan Bulakul |          |
| 800 m                | Sng Junie Pohleng  |          | Kana Kamo         |          | Magumi Tochihara   |          |
| Dorso                |                    |          |                   |          |                    |          |
| 100 m                | Hisae Aseri        |          | Miura Naoko       |          | Choi Yun-Jung      |          |
| 200 m                | Hisae Aseri        |          | Miura Naoko       |          | Choi Yun-Jung      |          |
| Rana                 |                    |          |                   |          |                    |          |
| 100 m                | Chieko Watanabe    |          | Liang Weifen      |          | Chiharu Mori       |          |
| 200 m                | Chieko Watanabe    |          | Chiharu Mori      |          | Liang Weifen       |          |
| Farfalla             |                    |          |                   |          |                    |          |
| 100 m                | Yasue Hatsuda      |          | Naoko Kume        |          | Shao Tungmei       |          |
| 200 m                | Yasue Hatsude      |          | Naoko Kume        |          | Nunung Selowati    |          |
| Misti                |                    |          |                   |          |                    |          |
| 200 m                | Mio Hirata         |          | Yuko Imamichi     |          | Linag Weifen       |          |
| 400 m                | Mio Hirata         |          | Yuko Imamichi     |          | Naniek Suwadji     |          |
| Staffette            |                    |          |                   |          |                    |          |
| 4x100 m stile libero | Giappone --- ---   |          | Cina --- ---      |          | Thailandia --- --- |          |
| 4x100 m misti        | Giappone --- ---   |          | Cina --- ---      |          | Indonesia --- ---  |          |